# Rańtuch

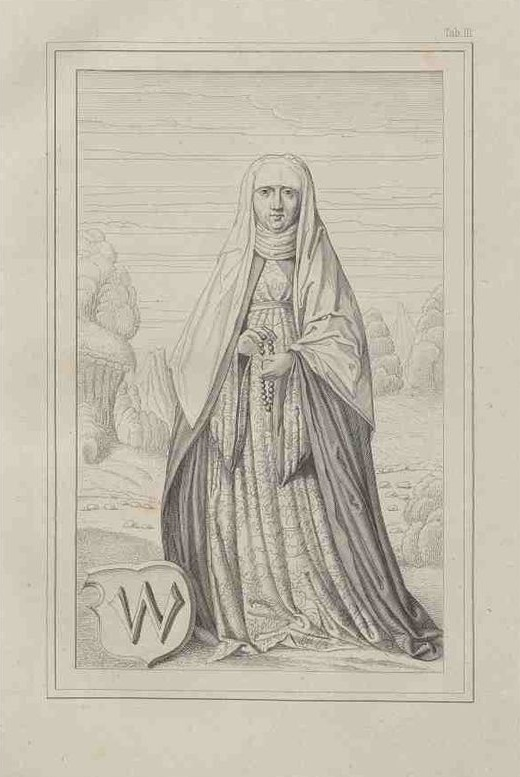
Rańtuch. Barbara Starosielska herbu Abdank. Miedzioryt według miniatury Stanisława Samostrzelnika z około 1532 roku

Rańtuch – kobiece nakrycie głowy, używane w Polsce od XVI do XVIII wieku.
Występowało w formie sporych rozmiarów chusty prostokątnej z białego płótna. Chustę nakładało się na głowę, najpierw złożywszy ją na pół. Okrywała ona głowę, część twarzy, ramiona i plecy, sięgała nawet do ziemi. Rańtuch zakładano zarówno bezpośrednio na włosy i przykrywano czepkiem lub kołpakiem jak i na płócienne czepki, a kołpak zakładano na wierzch. W czasie zimy na rańtuchy nakładano futrzane czapy.
Chusty takie w XVI i XVII wieku nosiły zamożniejsze mężatki. W XVII wieku rańtuch uległ skróceniu. Zaczął też być ozdabiany czarnym i czerwonym haftem z motywami kwiatowymi lub haftem metalową nicią.
Rańtuchem nazywano też duże wełniane chusty, narzucane na głowę i ramiona dla ochrony przed zimnem, noszone w Europie Środkowej od XVI wieku, które w XVIII wieku zaczęły nosić głównie kobiety na wsi. Często same tkały rańtuchy z lnu i owczej wełny, w pasy lub kratkę, nosiły je jako szal na plecach.
Rańtuchy przetrwały jako elementy stroju ludowego w niektórych rejonach Polski np. w okolicach Łańcuta i Rzeszowa do XX wieku.
Płócienny, ozdobiony rańtuch, zgarnięty do przodu, sięgający do ud kobiety traktowany był jako element odświętnego ubioru.
Odmianą rańtucha był tzw. rąbek, który był szerszy, dłuższy i miał bogatsze zdobienia.